# Bilastin
Bilastin je antihistaminikum, určené k léčbě kopřivky, alergické rýmy a alergického zánětu spojivek. Spadá pod antihistaminika druhé generace a v organismu selektivně inhibuje H1 histaminové receptory, čímž brání alergickým reakcím v organismu. Bilastin má srovnatelnou účinnost s cetirizinem (Zyrtec), fexofenadinem, a desloratadinem. V České republice je dostupný jako volně prodejné léčivo pod obchodními názvy Xados a Nestibil.
Bilastin je v Evropské unii schválen pro symptomatickou léčbu alergického zánětu spojivek a kopřivky.
Studie prokázaly,[jaké?] že bilastin je rovněž účinným léčivem pro léčbu kožních a očních projevů alergické reakce. Bilastin dále splňuje kritéria Evropské akademie a klinické imunologie pro léčbu alergické rýmy.

## Chemický popis
Bilastin, neboli systematicky 2-[4-(2-{4-[1-(2-ethoxyethyl)benzimidazol-2-yl]piperidin-1-yl}ethyl)fenyl]-2-methylpropionová kyselina, je de novo syntetizovaná molekula s molekulovou hmotností 463,6 daltonů a chemickou strukturou podobnou piperidinylbenzimidazolu. Bilastin tedy může být klasifikován do stejných chemických kategorií, kam spadají rovněž další nová antihistaminika, ačkoliv není strukturním derivátem, metabolitem, nebo enantiomerem žádného z nich, nýbrž nová, původní molekula, syntetizovaná od počátku jako antihistaminikum druhé generace.

## Farmakologie

### Farmakodynamika
Bilastin se váže na lidské rekombinantní histaminové H1 receptory se srovnatelnou afinitou jako astemizol a difenylhydramin, s trojnásobně vyšší afinitou, než cetirizin a pětinásobně vyšší afinitou. než fexofenadin. Na myších modelech bylo pozorováno, že perorálně podaný bilastin antagonizuje účinky histaminu v závislosti na dávce a s potencí podobnou cetirizinu a 5,5–10násobně vyšší, než u fexofenadinu.
In vivo studie prokázaly, že antihistaminická a antialergická aktivita bilastinu je přinejmenším srovnatelná s ostatními antihistaminiky 2. generace.

### Farmakokinetika

#### Absorpce
Bilastin je nejlépe absorbován nalačno a dosahuje průměrné nejvyšší plazmatické koncentrace 220 ng/mL přibližně hodinu po podání. Absorpce je snížena předchozím jídlem s vysokým obsahem tuků a ovocnými šťávami. Celková biodostupnost při perorálním podání dosahuje přibližně 60 %. Bilastin má v rozmezí dávky 2,5–220 mg u zdravých dospělých jedinců lineární farmakokinetiku a při 14denní léčbě nebyla prokázána akumulace v organismu.

#### Distribuce
Bilastin má distribuční objem 1,29 l/kg, poločas eliminace 14,5 h a vaznost k proteinům v plazmě mezi 84–90 %.
Bilastin selektivně účinkuje mimo oblast CNS a jen velmi omezeně prostupuje hematoencefalickou bariérou, což je způsobeno afinitou k P-glokoproteinům.

#### Metabolismus
Bilastin není významně metabolizován a je ve velké míře vyloučen v nezměněné podobě, a to ze dvou třetin ve stolici a ze třetiny v moči. Rovněž nedochází k metabolizaci v játrech. 94 % podané dávky je vyloučeno během 24 hodin od podání

## Užití v medicíně

### Allergická rýma a zánět spojivek

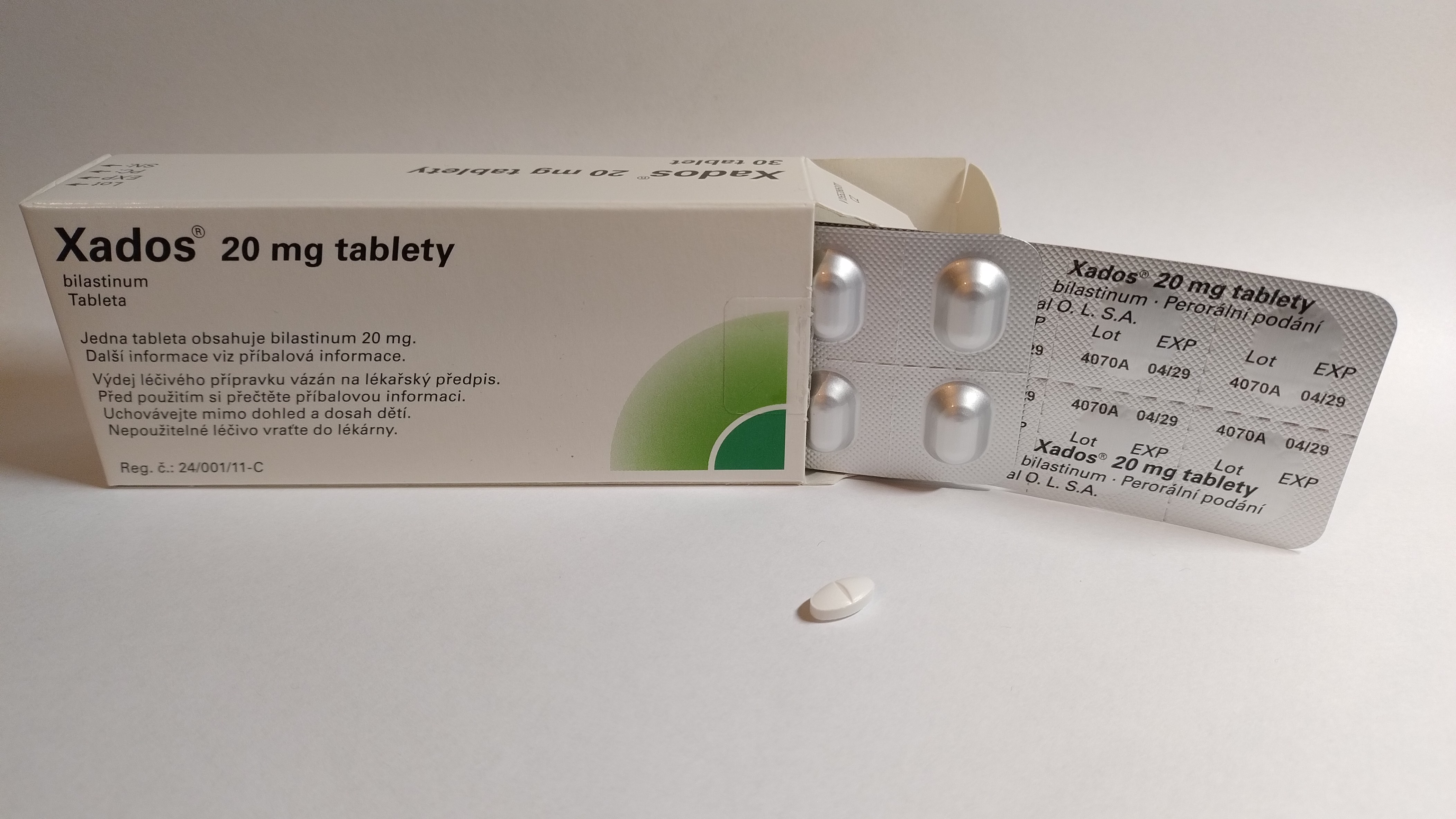
V České republice je bilastin dostupný v tabletové formě například pod obchodním názvem Xados®.

Klinická účinnost bilastinu v léčbě alergické rýmy a kopřiky byla hodnocena v 10 klinických studiích, které zahrnovaly více než 4600 pacientů. Každá z těchto studií zahrnovala srovnání s placebem, jakožto i již schválenými a zavedenými antihistaminiky druhé generace.

#### Alergická rýma
Studie pro zhodnocení účinnosti proti alergické rýmě byly dvojtě zaslepené, se zahrnutím placeba na kohortě, zahrnující muže a ženy od 12. roku věku se symptomatickým onemocněním na začátku studie. Nazální symptomy byly hodnoceny jak před začátkem studie, tak během ní, a to na denní bázi. Jiné, než nazální symptomy (svědění očí, nadměrná produkce slz, svědění uší a horního patra) byly též hodnoceny na škále od 1 do 3, aby následně mohlo být zhodnoceno celkové skóre symptomů, jakožto i další parametry a jejich denní vývoj u každého pacienta. Rovněž byla brána v potaz kvalita života a celkový diskomfort pacienta. Dále pak byly hodnoceny frekvence nežádoucích účinků, tolerance k léčivu a obecná bezpečnost léčby. Tato studie prokázala, že bilastin je přinejmenším stejně účinný jako cetirizin a desloteradin.

### Urtikarie
Závěry z přehledové studie, která hodnotila závěry studií, které se zabývaly účinností bilastinu na kožních modelech a modelech urtikarie, ve snaze zjistit účinné podávání bilastinu pro léčbu urtikarie, konstatují, že bilastin má excelentní profil pro léčbu urtikarie jak z pohledu účinnosti, tak bezpečnosti, ačkoliv lze konstatovat, že pro definitivní závěry a srovnání s jinými přípravky je třeba dalších klinických studií.

### Podání a dávkování
Bilastin je dodáván ve formě tablet pro perorální podání, užívaných vcelku a zapitých vodou. Bilastin by neměl být užíván 1 hodinu před, či 3 hodiny po posledním jídle, neb by to mohlo vést ke zhoršení vstřebání a snížení účinnosti.  Při snížené funkci jater a ledvin není nutná úprava dávky.
Účinek bilastinu začíná při perorálním podání nastupovat 30–60 minut po podání. Volně prodávaný bilastin mohou užívat osoby od 12. roku věku.

## Interakce
Data z preklinických výzkumů naznačovala možnost interakcí mezi bilastinem a léčivy či potravinami, které inhibují, či naopak indukují P-glykoproteiny. Podání bilastinu zároveň s grapefruitovou šťávou významně snižuje aktivitu bilastinu v organismu.

## Vedlejší účinky
Toxicita bilastinu, hodnocená v preklinických toxikologických studiích na zvířecích modelech pro perorální i intravenózní podání prokázala nulovou mortalitu při perorálním podání i v extrémních dávkách, kdy nedošlo k toxickému působení na žádný orgán, ani k účinkům na plodnost, případně k mutagenním, karcinogenním, či teratogenním účinkům.
V klinických studiích byl bilastin dobře tolerován s vedlejšími účinky na úrovni placeba, a to jak u zdravých dobrovolníků, tak u pacientů s alergickou rýmou, či kopřivkou. Ačkoliv levocetirizin a desloteradin měly podobný toleranční profil, bilastin byl tolerován lépe, než cetirizin, s menším počtem vedlejších účinků. Při studiích nebyly u sledovaných pacientů pozorovány ani žádné změny v životních funkcích.